# Boris Schwanwitsch
Boris Nikolayevich Schwanwitsch, parfois translittéré en Schwanwitz ou Shvanvich (en russe : Борис Николаевич Шванвич, né le 26 novembre 1889, mort le 5 décembre 1957) est un entomologiste russe spécialiste des lépidoptères. Il est surtout connu pour ses études sur la couleur des ailes.

## Biographie
Boris Schwanwitsch est diplômé de l'université de Saint-Pétersbourg (1908-1913). Après avoir obtenu son diplôme, il évolue sur plusieurs postes académiques : maître de conférences en entomologie à l'école agricole de Stebut (1915), maître de conférences (1919) et professeur privé (1926) à l'université de Petrograd (Leningrad), professeur à l'université de Perm (1928 –1930). En 1930, il retourne à Leningrad (Saint-Pétersbourg) pour occuper le poste de chef du département d'entomologie de l'université de Léningrad (1930-1931 et 1944-1955, de 1931 à 1944 le département d'entomologie faisait partie du département de zoologie des invertébrés). Vice-président de la Société d'entomologie de l'URSS (1954-1957) et président de la section de zoologie de la Société des naturalistes de Leningrad.
Dans une série d'articles, il reconstitue le plan de base du motif de couleur des ailes, d'abord pour les papillons de jour, puis pour les familles papillons de nuit. Il formule le principe du stéréomorphisme, selon lequel l'effet énigmatique du motif de couleur résulte de son effet « d'aplatissement » (les objets tridimensionnels semblent plats) ou de « disjonction » (les objets bidimensionnels ressemblent à un relief tridimensionnel complexe). Afin de prouver son point de vue, il construit des modèles tridimensionnels en plâtre des ailes de lépidoptères, dont les photographies ressemblent à un véritable motif de couleurs composé de rayures et de nuances (les photographies furent publiées dans une série d'articles et dans son manuel d'entomologie). Parmi ses autres contributions importantes figurent un manuel d'entomologie avec une large section de morphologie fortement basée sur les travaux de Snodgrass et Weber (1949), toujours en usage dans les universités russes, et un livre sur l'apiculture pratique (1945).
Sa pierre tombale est ornée d'une reproduction du plan de base du motif de couleurs des ailes de lépidoptères de son manuel.

## Publications sélectionnées
- (en) Boris Schwanwitsch, « On the groundplan of the wing-pattern in nymphalids and certain other families of rhopalocerous Lepidoptera », Proceedings of the Zoological Society of London, série B, 1924, vol. 34, p. 509-528.
- (en) Boris Schwanwitsch, « Evolution of the wing pattern in Palaearctic Satyridae. I. Genera Satyrus and Oeneis », Zeitschrift für Morphologie und Oekologie der Tiere, 1929, vol. 9, p. 559–654.
- (en) Boris Schwanwitsch, « Evolution of the wing pattern in Palaearctic Satyridae. II. Genus Melanargia », Zeitschrift für Morphologie und Oekologie der Tiere, 1931, vol. 21, p. 316–408.
- (en) Boris Schwanwitsch, « Evolution in the wing pattern in Palaearctic Satyridae. III. Pararge and other genera », Acta Zoologica, 1935, vol. 16, p. 143–281
- (en) Boris Schwanwitsch, « On some general principles observed in the evolution of the wing-pattern in Palaearctic Satyridae », International Congress of Entomology, vol. 6, n. 1, p. 1-8
- (en) Boris Schwanwitsch, « Wing pattern in Papilionid Lepidoptera », The Entomologist, 1943, vol. 76, p. 201–203
- (ru) Boris Schwanwitsch, « [On the ground plan of the wing-pattern in Lepidoptera] », Zoological Zhournal, 1945, vol. 24, p. 99–111
- (en) Boris Schwanwitsch, « Evolution of the wing-pattern in Palaearctic Satyridae. IV. Polymorphic radiation and parallelism », Acta Zoologica, 1948, vol. 29, p. 1–61
- (en) Boris Schwanwitsch, « Evolution in the wing pattern in lycaenid Lepidoptera », Proceedings of the Zoological Society of London, 1949, vol. 119, p. 189–263.
- (ru) Boris Schwanwitsch, « [Wing pattern of pierid butterflies] », Entomologicheskoe Obozrenie, 1956, vol. 35, p. 285–301.
- (ru) Boris Schwanwitsch, « [Colour pattern in Lepidoptera] », Entomologicheskoe Obozrenie, 1956, vol. 35, p. 530–546.
- (ru) Boris Schwanwitsch, « [On the variability of the wing-pattern in butterflies] », Zoological Zhournal, 1956, vol. 35, p. 1004–1012